# Deanne Rose
Pour les articles homonymes, voir Rose.
Deanne Rose, née le 3 mars 1999 à New Tecumseth, est une joueuse internationale canadienne de soccer. Elle remporte avec l'équipe du Canada la médaille de bronze du tournoi féminin des Jeux olympiques d'été de 2016 au Brésil.

## Biographie
Née le 3 mars 1999 à New Tecumseth en Ontario de parents originaires de la Jamaïque, Deanne Rose commence à jouer au football à l'âge de quatre ans.

### En club
Le 28 juillet 2021, elle rejoint Reading.
Le 8 septembre 2023, Deanne Rose quitte Reading pour signer à Leicester City pour deux ans,.

## Palmarès
- Médaille de bronze aux Jeux olympiques de 2016[2]
- Médaille d'argent en Qualification olympique CONCACAF 2016[2]
- Médaille d'or aux Jeux olympiques de Tokyo 2020.